# Bifidostylus
Bifidostylus is een geslacht van wantsen uit de familie van de Miridae (Blindwantsen). Het geslacht werd voor het eerst wetenschappelijk beschreven door Schuh & Schwartz in 2016.

## Soorten
Het genus bevat de volgende soorten:

- Bifidostylus agnew Schuh & Schwartz, 2016
- Bifidostylus cassisi Schuh & Schwartz, 2016
- Bifidostylus finalis Schuh & Schwartz, 2016
- Bifidostylus gawlerensis Schuh & Schwartz, 2016
- Bifidostylus gilesi Schuh & Schwartz, 2016
- Bifidostylus kalgoorlie Schuh & Schwartz, 2016
- Bifidostylus newmanensis Schuh & Schwartz, 2016
- Bifidostylus occidentalis Schuh & Schwartz, 2016
- Bifidostylus omnivorus Schuh & Schwartz, 2016
- Bifidostylus silveirae Schuh & Schwartz, 2016